# 狄奥多西王朝
东罗马帝国从379年狄奥多西一世登基时开始由狄奥多西王朝统治，到457年皇帝马尔西安去世。在狄奥多西王朝统治时期，罗马帝国再一次，且永久的分裂成了东西两部分。公元395年，阿卡狄乌斯和霍诺留分别担任帝国东部和西部的皇帝。虽然在此之前，罗马帝国曾数次分裂，但是在395年之后，一个统一的罗马帝国就此成为历史。狄奥多西一世的子嗣们在很大程度上促成了5世纪帝国的风雨飘摇，并最终导致西部帝国的完全崩溃与灭亡。
而相比于西部帝国，东部帝国在3世纪和4世纪中所遭受的困难则要小得多，部分原因在于东部的城镇文化较为稳固，东部诸省的经济资源也好于西部，因此能够在蛮族入侵危机到来时提供充足的贡金来取悦各路蛮族首领，并反过来招募其作为守卫帝国的蛮盟佣兵（Foederati）。纵观整个5世纪，大批蛮族军队蹂躏了西部帝国，但是基本没有对东部造成严重的破坏。
狄奥多西王朝在392年到455年之间也曾统治西罗马帝国并试图恢复昔日统一帝国时期的疆域，但最终功败垂成。

## 狄奥多西一世（379-395）
378年，由于前任瓦伦提尼安王朝的皇帝格拉提安从战死阿德里安堡的时任东部皇帝瓦伦斯手中继承了整个帝国，狄奥多西被皇帝格拉提安授予东部诸省的统治权，而格拉提安则统治西部帝国直到383年。在格拉提安和继任者瓦伦提尼安二世去世之后，狄奥多西再次成为统一整个罗马帝国的东西两部分，史称狄奥多西一世大帝。

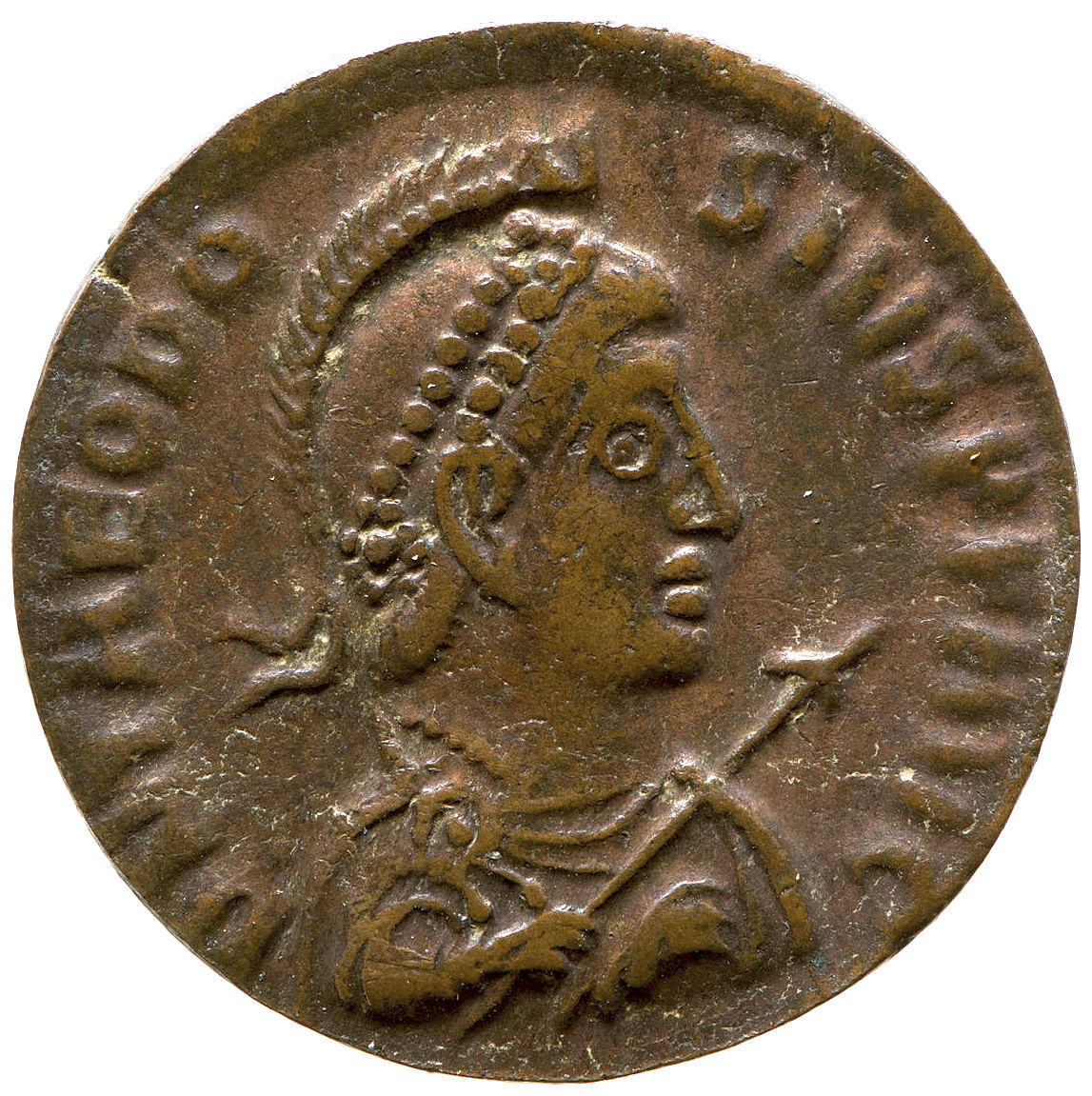
刻有狄奥多西一世头像的钱币

狄奥多西在任上曾发布一系列宗教敕令（如著名的《薩洛尼卡敕令》），使尼西亚派基督教最终得以成为罗马帝国国教和唯一正统宗教。狄奥多西解散了罗马的维斯塔圣女会, 并对来自古希腊奥林匹克运动会上的各种异教仪式发布了禁令，同时对全国各地对古希腊神庙的破坏持观望态度，如德尔菲著名的阿波罗神庙就在此时被拆毁。
395年狄奥多西一世死后，罗马帝国再次在他的两个儿子中分裂，长子阿卡狄乌斯继承了东部帝国，而霍诺留则继承了西部帝国，此后帝国再也没被重新统一，虽然后来的皇帝泽诺在480年尤利乌斯·尼波斯死后自称为统一的“罗马帝国皇帝”。

## 阿卡狄乌斯（395-408）

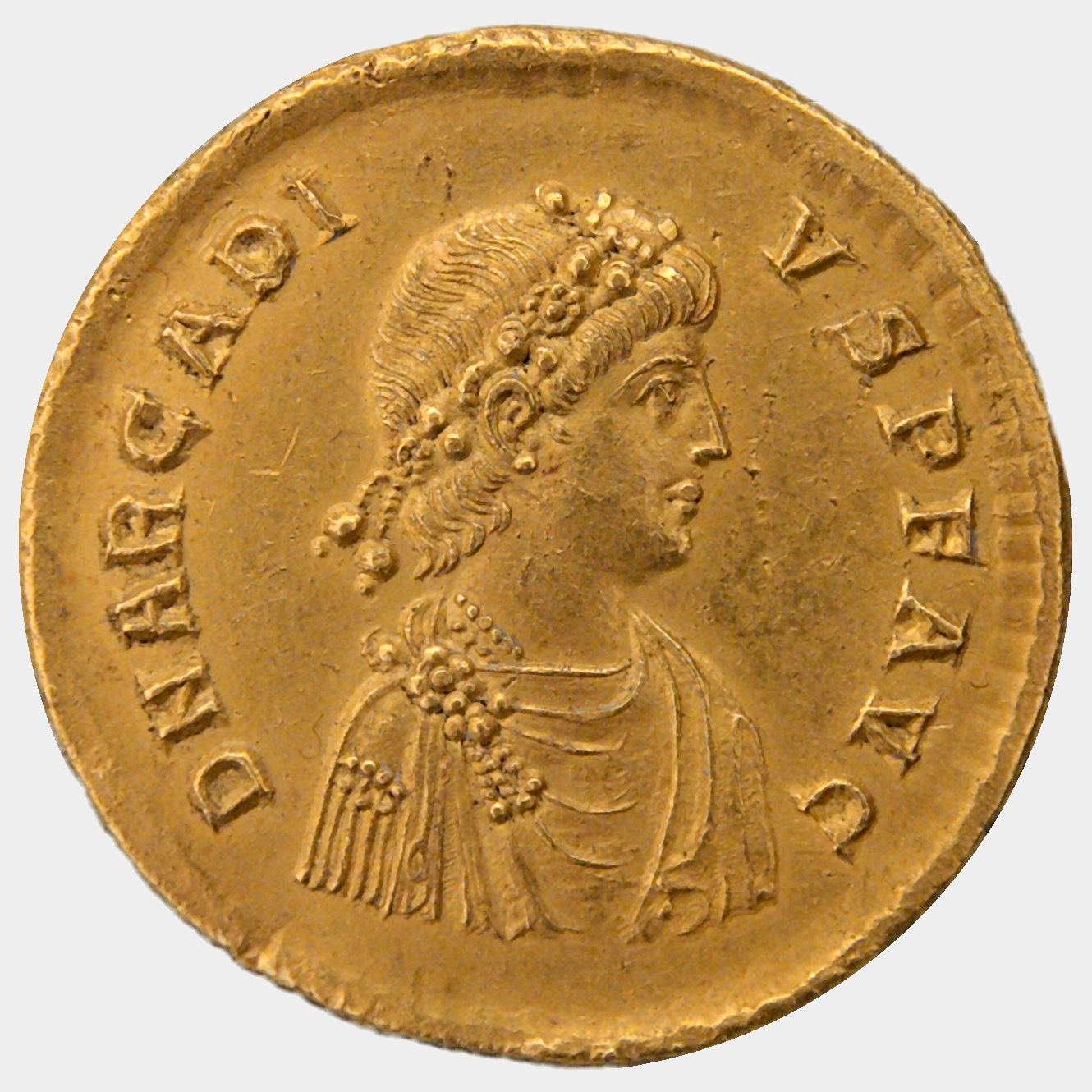
刻有阿卡狄乌斯头像的索利德金币

阿卡狄乌斯是个较为文弱的君主，在皇位上被一系列权臣所左右，而相比于处理帝国内政与军事，似乎更加热衷于做一个虔诚的基督教徒。首位宫廷顾问鲁菲努斯与西部帝国的军事长官汪达尔人弗拉维斯·斯提里科之间渐生嫌隙，而后者则有可能于395年派人将其刺杀。此后阿卡狄乌斯的宫廷顾问还包括皇后艾丽娅·尤多西娅、普世牧首约翰一世以及禁卫军长官安西米乌斯。

## 狄奥多西二世（408-450）
狄奥多西二世，也被称作“小狄奥多西”在其父阿卡狄乌斯于408年去世之后成为东罗马帝国皇帝，时年七岁。前朝元老禁卫军长官安西米乌斯继续担任其宫廷顾问，并成为东帝国的实际统治者。君士坦丁堡的狄奥多西城墙的修建在狄奥多西二世时期得以完成。
狄奥多西二世的姐姐普尔喀丽亚被授予“奥古斯塔”(女皇)称号并于414年成为摄政。尽管她的摄政于416年结束，同年狄奥多西自己成为“奥古斯都”，但是普尔喀丽亚得以继续左右帝国政府的各项决策。狄奥多西受姐姐的影响，开始对基督教产生更大的兴趣，因此他在420年上半年对萨珊波斯宣战，因为后者境内发生了大规模迫害基督教徒的事件。然而一年之后他就不得不暂缓与萨珊波斯的矛盾，因为匈人正朝君士坦丁堡进军。此后帝国与匈人的冲突常常伴随着匈人无止境的劫掠，而帝国被迫向匈人支付巨额贡金而使其在东帝国境内有所收敛。
在423年西部皇帝霍诺留死后，狄奥多西二世支持瓦伦提尼安三世继承西部皇位，最终瓦伦提尼安三世于425年就任西部皇帝。为了进一步巩固东西两个帝国间的联系，狄奥多西的女儿里西尼娅·尤多西娅被许配给了瓦伦提尼安三世。
450年，狄奥多西二世在外出时死于意外事故，他在东部帝国的皇位由他姐姐普尔凯莉亚的丈夫马尔西安继承。

## 马尔西安（450-457）
马尔西安即位时，相比于狄奥多西二世时期，帝国各方面的政策都被逆转，尤其是在对于阿提拉的态度及外交政策，以及国内的宗教政策这两方面。当时的阿提拉正在意大利半岛上劫掠，而马尔西安则停止了从狄奥多西二世时期开始的献给阿提拉的贡金，他还亲自领兵跨过多瑙河，深入匈人腹地，并对当地匈人取得大捷。因为马尔西安在后方的袭扰，以及当时意大利半岛饥荒肆虐，阿提拉被迫返回匈牙利平原，却在453年死在那里。阿提拉死后，匈人帝国开始动摇，马尔西安开始允许先前匈人帝国管理之下的其它蛮族进入东部帝国境内生活，许以土地，并让他们为帝国效力，作为蛮盟部队。
451年，马尔西安在首都附近召集举办了卡尔西顿大公会议，并在此会议上一反两年前第二次以弗所公会议上的决议，界定了“基督的神人二性”，正式将基督一性论定为异端。
457年马尔西安死后，马尔西安的皇位被利奥一世继承，后者开启了一个新王朝，即利奥王朝。

## 家族成员
- 狄奥多西一世 (392–395)
- 阿卡狄乌斯 (395–408)
- 霍诺留 (395–423)
- 狄奥多西二世 (408–450)
- 瓦伦提尼安三世 (425–455)
- 马尔西安 (450–457)，联姻加入
- 佩特罗尼乌斯·马克西穆斯 (455)，联姻加入
- 奥利布利乌斯（英语：Olybrius） (472)，联姻加入